# 贝斯特曼-大平试剂
贝斯特曼-大平试剂，即1-重氮基-2-氧代丙基膦酸二甲酯，在反应时与甲醇和碳酸钾合用，首先经历一个缩合反应的逆反应，可以生成一个磷叶立德中间体。之后经过类似HWE试剂的机理，生成一个重氮化合物，并经过氢迁移得到产物炔烃。由于在反应之中使用了碳酸钾作为碱，所以反应环境较为温和，使得这个试剂能够很好地在醛基原位高产率地生成端炔。

## 制备
此试剂比较常用的制备方法是由2-氧代丙基膦酸二甲酯与TosN3或是和对乙酰氨基苯磺酰叠氮化物在苯或THF中，用NaH、t-BuOK或Et3N作为碱进行反应。

## 反应实例

### 与独立醛基的反应
在这里，首先，我们以2014年Taek Kang等在全合成(−)-Crinipellin A中所用到的一步反应为例。他们在将一个含环氧的醇转化为末端的炔基时，合成小组首先利用草酰氯以及DMSO进行Swern氧化，将末端的羟甲基转化为醛基。随后，考虑到这个底物存在的不稳定性，合成人员使用了条件较为温和的Bestmann-Ohira试剂进行下一步的合成，两步的总收率为87%。

### 与α,β不饱和醛基化合物的反应
由于α,β不饱和醛基化合物是一个很好的共轭加成底物，由于体系中碱与甲醇的存在，底物先会发生共轭加成，在形成孤立醛基之后进一步发生成炔反应。

### 与酯和酰胺的反应
将酯或酰胺首先在二氯甲烷溶剂中用DIBAL-H温和还原后再使用该试剂反应也可以以较好的产率得到炔。

### 与α,β不饱和硝基化合物的反应
由于不饱和硝基化合物极度缺电子，所以在这类反应中，该试剂经逆酰基化反应后形成的中间体作为一个很好的1,3偶极子，能够与硝基烯烃发生[1,3]偶极环加成反应。反应后得到的产物消除HNO2，芳构化后便可得到芳香化合物吡唑。当反应原料是硝基苯等芳香硝基化合物时，产物为并吡唑环。

### 与腈的反应
该试剂在铑催化剂催化下，将形成一个铑卡宾。当溶液中存在腈时，铑卡宾能和腈发生非协同反应，得到芳香的噁唑环。

### 与环酮的反应
该化合物与酮羰基作用也能生成类似的中间体。当过量的碳酸钾存在时，最后一个中间体重氮化合物脱去氮气后，不一定会发生烷基的迁移而扩环，而是会与溶液中的甲氧负离子作用产生烯醇甲醚，水解后可以生成端位的醛基。
而该试剂在与一般的酮反应后，随后往往会发生烷基的迁移而得到相应的烯烃。其中，当其中一个基团为芳基时，富电子的芳基优先迁移。